# Гаврилов, Андрей Александрович
Андре́й Алекса́ндрович Гаври́лов (8 ноября 1987, Санкт-Петербург) — российский хоккеист, вратарь. Воспитанник петербургской хоккейной школы.

## Карьера игрока
Воспитанник школы «СКА» Санкт-Петербург, первый тренер Лавров В. В.. В сезоне 2004/05 дебютировал в фарм-клубе СКА — СКА-2 в первой лиге.
В следующем сезоне помимо игры за СКА-2, сыграл два матча за сборную Санкт-Петербурга на международном турнире молодежных сборных «Большой приз Санкт-Петербурга».
Сезон 2006—2007 провёл в Высшей лиге, в составе клуба «Спартак» Санкт-Петербург.
Следующие два сезона проводёл в командах высшей лиги «Ариада-Акпарс» и «Липецк». После чего, перед сезоном 2009-10, перешёл в команду КХЛ «Витязь». В том же сезоне, перед плей-офф, оказался в мытищинском «Атланте».
Сезон 2010-11 Гаврилов провёл в белорусской Экстралиге в составе клуба «Шинник» Бобруйск.
В сезоне 2011-12 вернулся в ВХЛ и, отыграв 11 матчей за «Молот-Прикамье», перешёл в «Ермак», где по итогам сезона стал лучшим игроком клуба по мнению болельщиков. Также в этом сезоне стал лучшим вратарем месяца по мнению ВХЛ. В регулярном первенстве 2012-13 продолжил играть в «Ермаке», но в середине сезона перешёл в «Ижсталь». После чего, сезон 2013-14 провёл в польском клубе «Подхале».
В сезоне 2014-15 вернулся в КХЛ, в «Сочи». Признавался голкипером недели в КХЛ. Сыграл 25 матчей в регулярном чемпионате и 2 в розыгрыше Кубка Гагарина.
После следующего сезона перешёл в «Салават Юлаев».